# Пјацаторе
Пјацаторе (итал. Piazzatorre) је насеље у Италији у округу Бергамо, региону Ломбардија.
Према процени из 2011. у насељу је живело 437 становника. Насеље се налази на надморској висини од 929 м.

## Становништво
Према резултатима пописа становништва 2011. у општини је живело 437 становника.
| 1931. | 1936. | 1951. | 1961. | 1971. | 1981. | 1991. | 2001. | 2011. |
| ----- | ----- | ----- | ----- | ----- | ----- | ----- | ----- | ----- |
| 445   | 408   | 500   | 470   | 515   | 471   | 502   | 477   | 437   |